# British Racing Motors
British Racing Motors (BRM) a fost o echipă britanică de curse auto de Formula 1. Fondată în 1945 și cu sediul în orașul Bourne din Lincolnshire, a participat din 1951 până în 1977, concurând în 197 de Mari Premii și câștigând șaptesprezece. BRM a câștigat titlul la constructori în 1962, când pilotul ei Graham Hill a devenit campion mondial. În 1963, 1964, 1965 și 1971, BRM a ocupat locul al doilea în competiția constructorilor.

## Istoric
BRM a fost înființată de către Raymond Mays imediat după cel de-al Doilea Război Mondial, cel care construise mai multe mașini de viteză în coastă și de curse rutiere sub marca ERA înainte de război, și de Peter Berthon, un asociat de lungă durată. Succesele de dinainte de război ale lui Mays (și accesul la documentele de design ale Mercedes-Benz și Auto Union de dinainte de război) l-au inspirat să construiască o mașină de Mare Premiu britanică pentru epoca postbelică, drept proiect național de prestigiu, cu sprijin financiar și industrial din industria auto britanică și furnizorii săi printr-un fond fiduciar.
Aceasta s-a dovedit a fi o modalitate greoaie de organizare și finanțare a proiectului și, pe măsură ce unii dintre susținători s-au retras, dezamăgiți de progresul lent al echipei și de rezultatele inițiale, a căzut în mâinile unuia dintre partenerii trustului, Alfred Owen de la grupul Rubery Owen. Owen, al cărui grup producea în principal piese auto, a preluat echipa în întregime. Între 1954 și 1970, echipa a intrat în competiție cu mașinile sale de F1 sub numele oficial de Owen Racing Organisation. Berthon și Mays au continuat să conducă echipa în numele lui Rubery Owen până în anii 1960, înainte de a fi predată lui Louis Stanley, soțul surorii lui Sir Alfred, Jean Owen.

### BRM V16
Primele regulamente postbelice pentru cel mai înalt nivel al curselor auto au permis utilizarea motoarelor de 1,5 litri supraalimentate sau de 4,5 litri cu aspirație normală. Primul design al motorului BRM a fost un V16 de 1,5 litri supraalimentat extrem de ambițios. Rolls-Royce a fost contractată să producă compresoare de supraalimentare centrifuge, față de tipul Roots⁠(en)[traduceți] folosit mai des. Conceptul de design al lui V16 nu fusese utilizat anterior pe scară largă pe automobile, astfel încât problemele de design au fost multe și motorul a pornit pentru prima dată doar în iunie 1949. S-a dovedit a fi extraordinar de puternic, dar puterea sa a fost produsă într-un interval foarte limitat de turații ale motorului, venind brusc dacă clapeta de accelerație era aplicată neglijent, rezultând în patinarea roților, deoarece anvelopele înguste s-au dovedit incapabile să transfere puterea pe drum. Acest lucru a făcut mașina foarte sensibilă pentru condus. Inginerul Tony Rudd a fost detașat la BRM de la Rolls-Royce pentru a dezvolta sistemul de supraalimentare și a rămas implicat în BRM timp de aproape douăzeci de ani.

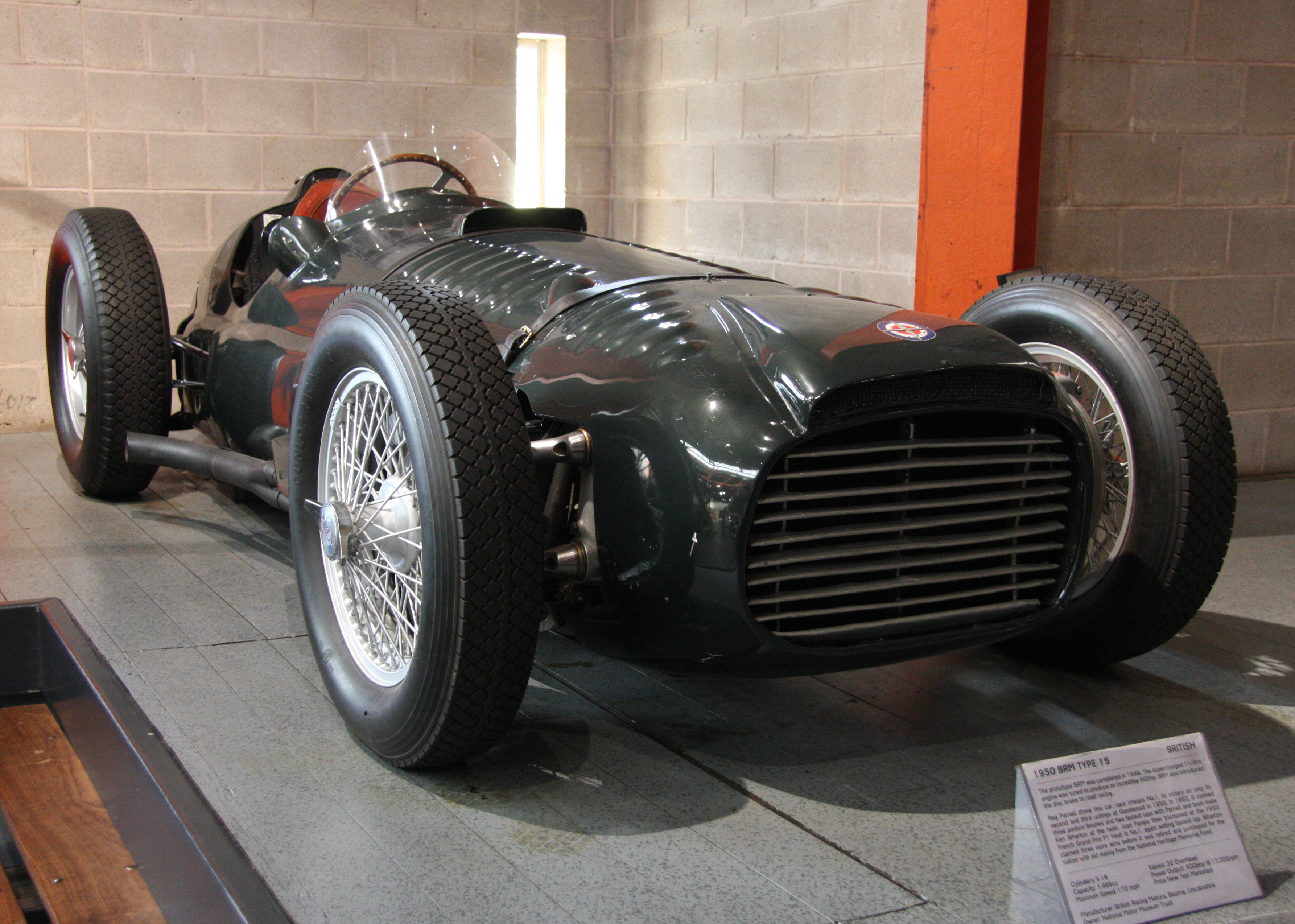
BRM Type 15 cu un motor V16.

Type 15, mașina ce purta motorul V16, a câștigat primele sale două curse pe care le-a început efectiv, evenimentele de Formula Libre și Formula 1 de la Goodwood în septembrie 1950, condusă de Reg Parnell. Cu toate acestea, nu a mai avut niciodată parte de atât succes. Motorul s-a dovedit nefiabil și greu de dezvoltat, iar echipa nu a putut îmbunătăți situația. Un șir de defecțiuni au provocat multă jenă, iar problemele erau încă nerezolvate când Comisia Sportivă Internațională a anunțat în 1952 că pentru 1954 va intra în vigoare o nouă formulă de motor de 2,5 litri aspirat natural sau 750 cmc supraalimentat.
Între timp, organizatorii tuturor Marilor Premii incluse în campionatul mondial au ales să-și desfășoare cursele sub regulamentele de Formula 2 în următorii doi ani, deoarece Alfa Romeo s-a retras din curse și BRM nu a putut prezenta mașini demne de cursă, fără a lăsa o opoziție credibilă față pentru Ferrari. V16-urile au continuat să concureze în curse minore de Formula 1 și în evenimentele de Formula Libre până la mijlocul anilor cincizeci, bătăliile cu Ferrari 375 Thin Wall Special al lui Tony Vandervell fiind un punct culminant al scenei britanice.

### Criză
Type 25 a fost următoarea mașină a BRM. A folosit un motor atmosferic cu patru cilindri de 2,5 L extrem de suprapătrat (4,05 x 2,95 inchi, 102,87 x 74,93 mm) proiectat de Stewart Tresilian și (cum a devenit tipic la BRM) a ajuns târziu și a avut nevoie de multă dezvoltare; a fost terminat atât de târziu încât Owen Organisation a început formula de 2,5 L cu un Maserati 250F. Inițial, P25 nu a avut succes, nu a câștigat nicio cursă până la Marele Premiu al Țărilor de Jos în 1959. Colin Chapman a ajutat la îmbunătățirea mașinii în 1956. Stirling Moss credea că motorul BRM era superior unității Coventry-Climax folosită în Cooper-ul său, iar un P25 a fost rulat pentru scurt timp în 1959 de British Racing Partnership, pentru Moss (și Hans Herrmann), iar Rob Walker a susținut, de asemenea, construcția unui Cooper-BRM pentru a avea acces la motor.

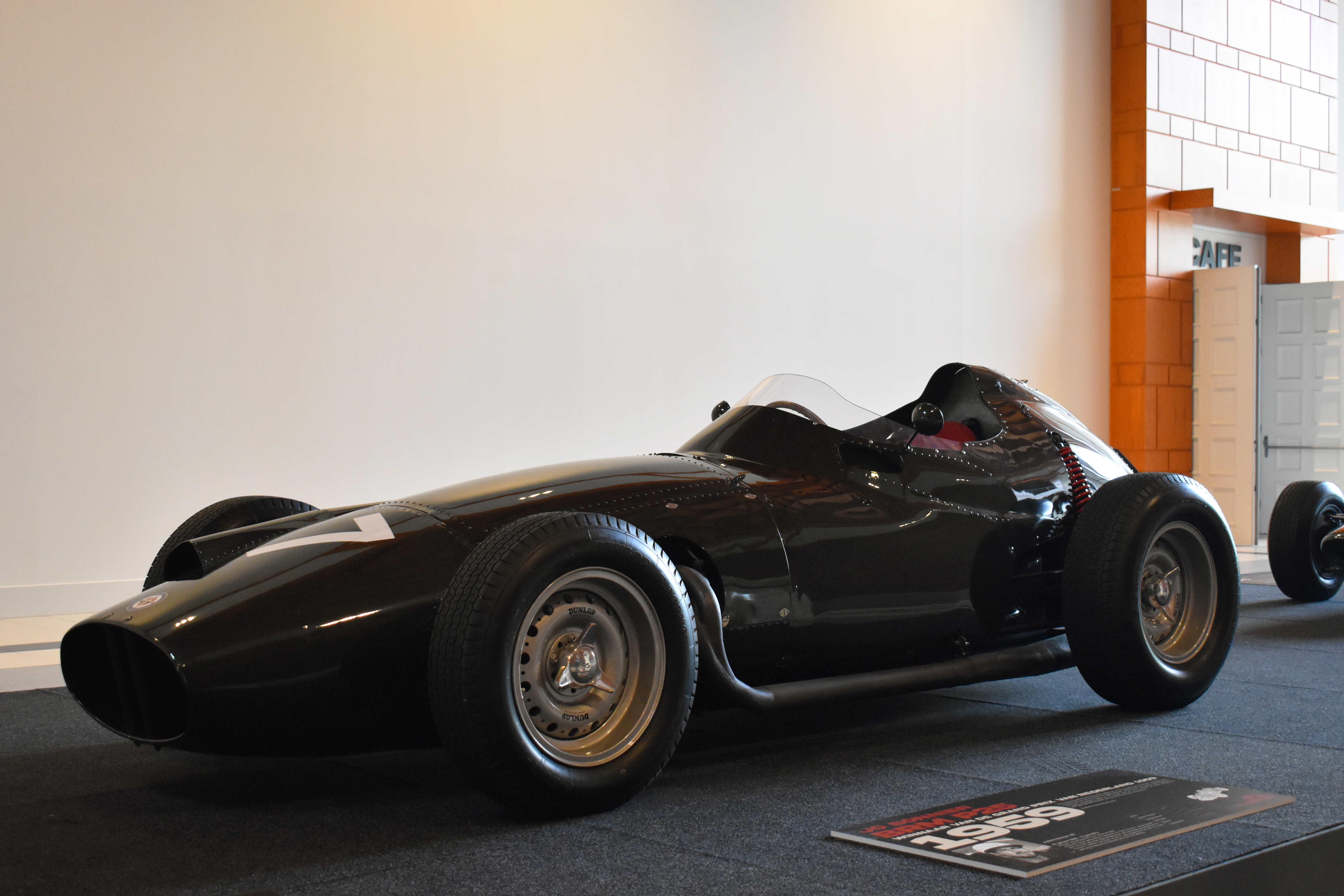
BRM P25.

P25 devenea extrem de competitiv tocmai când mașina Cooper cu motorul amplasat în spate începea să devină dominantă; P48 a fost o reacție rapidă la acest lucru, folosind componente majore de la P25, dar în format cu un motor spate. P48 a fost revizuit pentru regulile de 1,5 L în 1961, dar încă o dată motorul propriu al BRM nu era gata și mașinile trebuiau să ruleze cu o unitate Coventry-Climax cu patru cilindri în șasiul P48 adaptat, obținând foarte puține rezultate notabile.
Firma s-a mutat într-un atelier special construit pe un site alăturat în primăvara anului 1960, dar când a fost introdus regulamentul de Formula 1 de 1,5 litri în 1961, Alfred Owen amenința că va părăsi organizația dacă nu se obțin victoriile dorite foarte curând.

### Campioni
Până la sfârșitul sezonului 1961, BRM a reușit să construiască un motor proiectat de Peter Berthon și Aubrey Woods (BRM P56 V8) care era la egalitate cu Dino V6 folosit de Ferrari, și Coventry Climax V8 folosit de alte echipe britanice. Totuși, adevărata schimbare a fost promovarea de către Owen a unui inginer care a fost cu echipa din 1950 (inițial detașat de la Rolls-Royce pentru a se ocupa de supraalimentarea pe V16), Tony Rudd, în funcția de inginer șef de dezvoltare. Rudd a fost primul inginer profesionist care a exercitat controlul tehnic deplin asupra echipei, iar problemele de bază de inginerie și fiabilitate care afectaseră echipa de ani de zile au început să dispară. I s-a dat o responsabilitate mai mare în 1960, după ce doi dintre piloți, Graham Hill și Dan Gurney, au intrat în grevă și i-au spus lui Alfred Owen că nu vor mai conduce din nou, iar la începutul anului 1962 i s-a dat autoritate executivă deplină lui Rudd. Raymond Mays și Peter Berthon au fost excluși. Echipa și-a proiectat prima mașină cu motor central pentru 1960, la fel ca și celelalte echipe, și a câștigat Campionatul Mondial al Piloților cu Graham Hill în 1962, precum și cel al Constructorilor. În 1965, puterea nominală era de 210 CP (160 kW) la 11.000 rpm. Cu toate acestea, la Marele Premiu al Italiei de mare viteză din 1965 (Monza), a fost introdusă o versiune îmbunătățită cu 220 CP (160 kW) la 11.750 rpm pentru momente scurte. O versiune planificată cu 4 supape pe cilindru în cooperare cu Weslake Engineering nu s-a materializat niciodată.

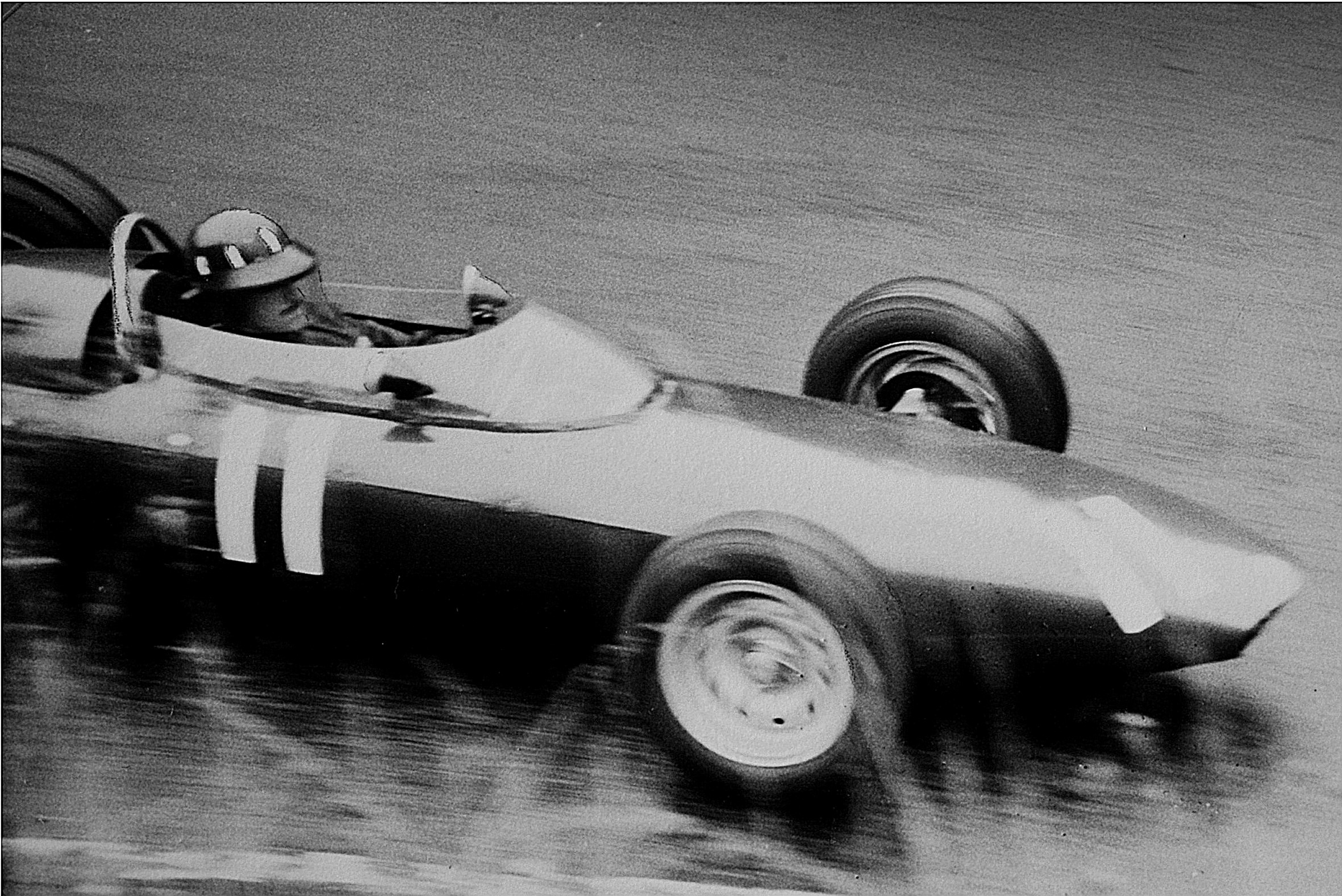
Graham Hill într-un BRM P57 în de pe Nürburgring.

Ca parte a încercării lui Owen de a face BRM profitabil, motorul V8 a fost vândut unor alte echipe private și a apărut pe alte șasiuri în timpul formulei de 1,5 L, în special în șasiul privat Lotus și în mărci mai mici, cum ar fi BRP.
O serie de echipe și piloți privați au achiziționat BRM-uri din 1961 și 1962 în această perioadă, inclusiv Maurice Trintignant și Scuderia Centro Sud; aceste mașini au continuat să concureze mulți ani.

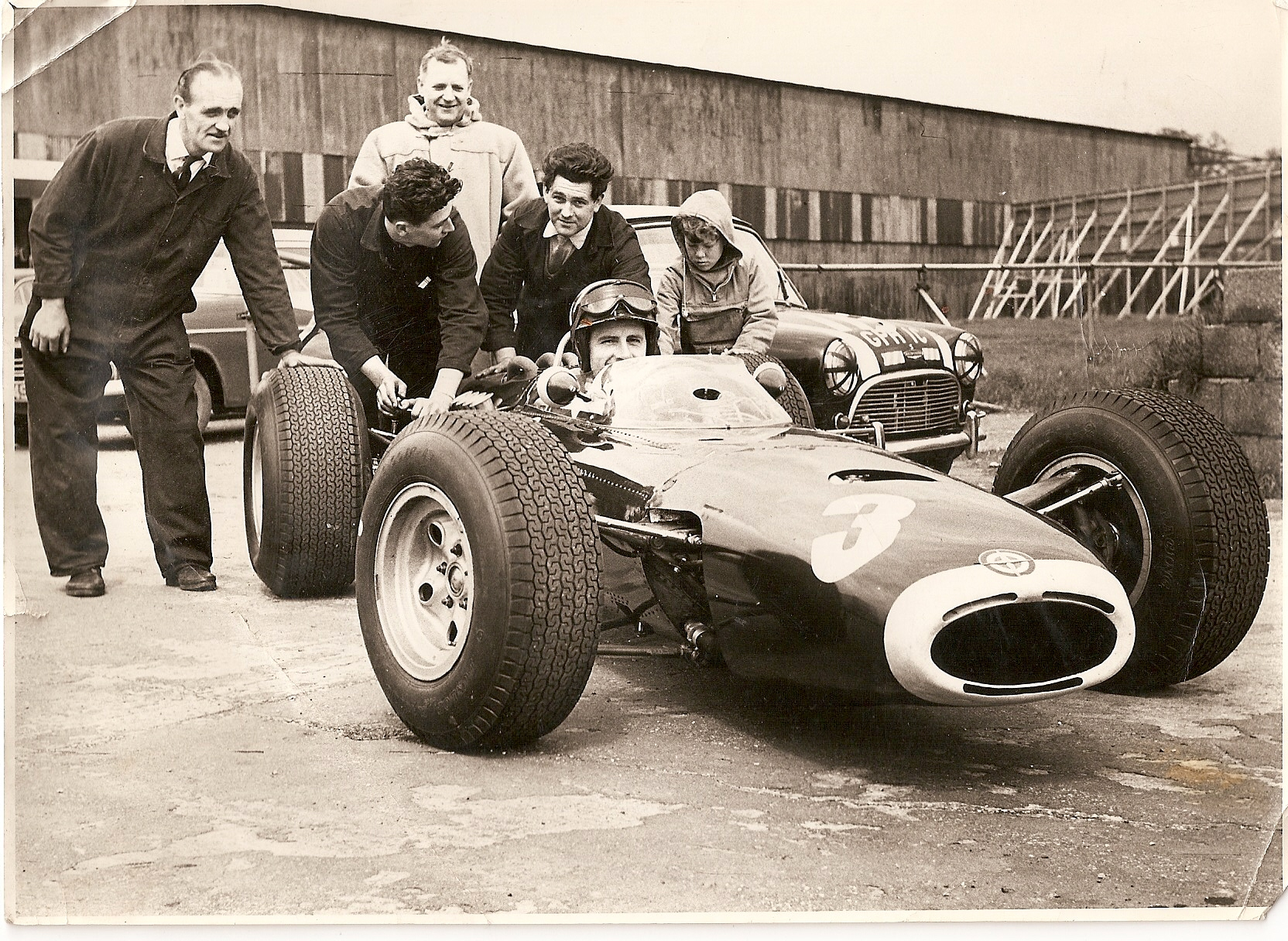
Graham Hill în mașina BRM P261, testând la Silverstone în 1965. Designerul de șasiu John Crosthwaite în palton.

În 1965, Jackie Stewart a fost semnat pentru a concura alături de partenerul Hill; a obținut prima sa victorie de Mare Premiu la Monza în sezonul său de debut și a câștigat prima cursă de campionat mondial a noii formule de trei litri cu o mașină echipată cu un Tasman V8 de doi litri; încă o dată, BRM nu era pregătită pentru începerea unei noi formule și vechile mașini au continuat să fie folosite, chiar și ocazional după ce H16 a fost gata.

### BRM H16
Pentru 1966, reglementările motoarelor s-au schimbat pentru a permite motoare aspirate natural de trei litri (sau 1,5 litri supraalimentate). BRM a refuzat propunerea lui Peter Berthon și Aubrey Woods de a construi un V12 și, în schimb, a construit un motor ingenios, dar foarte complicat, proiectat de Tony Rudd și Geoff Johnson, H16 (BRM P75), care folosea în esență două motoare flat-eight (derivate din V8 de 1,5L) amplasate unul deasupra celuilalt, cu arborii cotiți angrenați împreună.

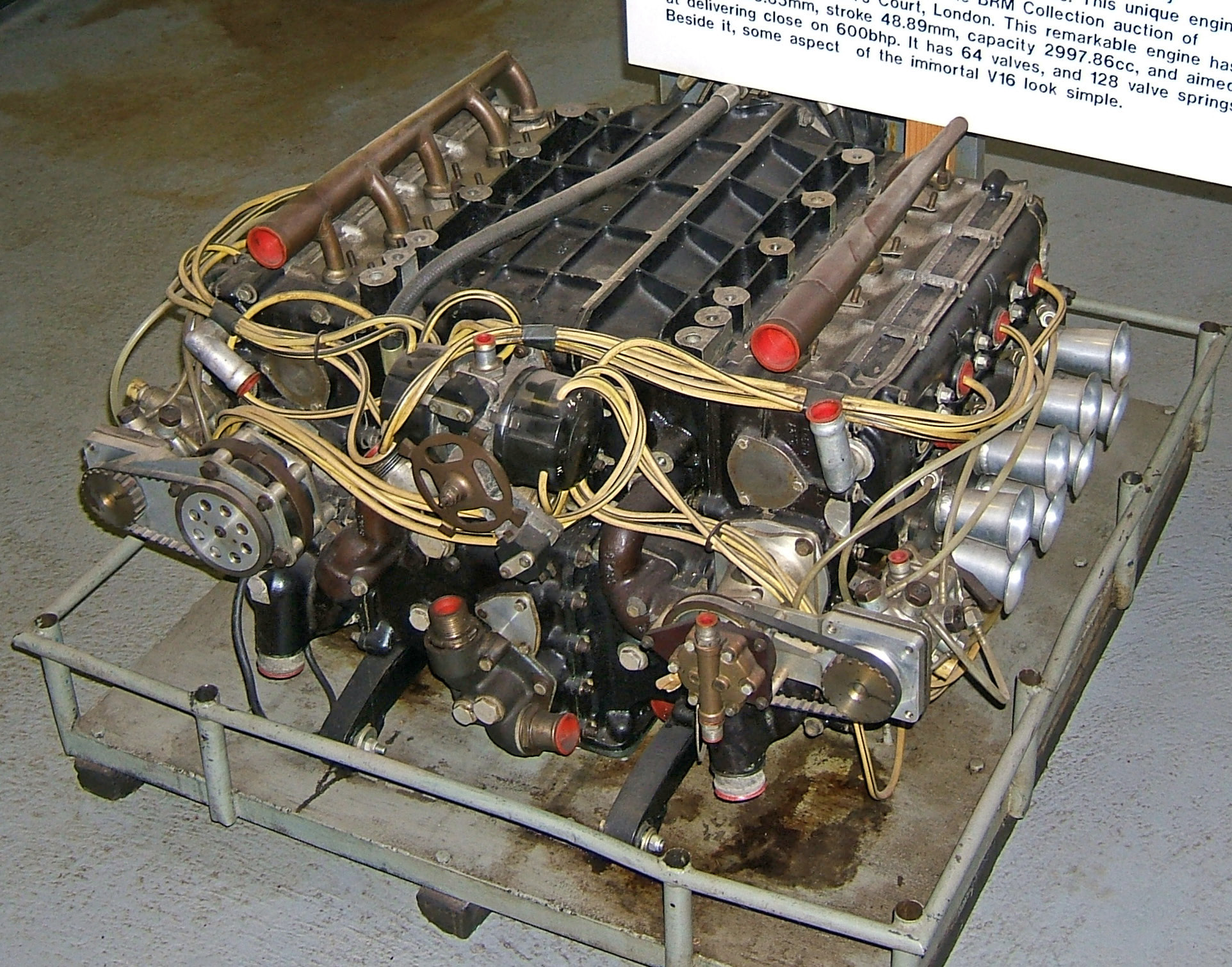
Un motor BRM P75 H16, versiunea finală din 1968 cu 64 de supape.

BRM a considerat modelul H16 atractiv, deoarece inițial a fost planificat să împartă elemente de design și componente cu V8-ul de 1,5 litri. Deși motorul era puternic, era, de asemenea, greu și nefiabil - Rudd a susținut că desenele sale nu au fost urmărite cu acuratețe și că multe dintre piesele turnate erau mult mai groase și mai grele decât specificase el (când Lotus a preluat primul lor H16, a fost nevoie de șase oameni pentru a-l căra de la dubă la atelier). În acel moment, BRM și-a câștigat porecla de „British Racing Misery”. BRM, Lotus și diverși privați au folosit versiuni mărite ale motorului BRM V8 1,5L de până la 2,1 litri în 1966, deoarece motoarele competitive de trei litri erau insuficiente în primul an al noilor reglementări. Lotus a preluat și H16 ca măsură provizorie până când Cosworth DFV a fost gata, construind mașina Lotus 43 pentru a-l utiliza, iar Jim Clark a reușit să câștige Marele Premiu al Statelor Unite de la Watkins Glen cu această combinație. A fost singura victorie pentru acest motor într-o cursă de campionat mondial. Lotus a construit modelul similar Lotus 42 conceput pentru Indianapolis cu o versiune de 4,2 litri a lui H16, dar acesta nu a fost niciodată competitiv pentru curse; mașinile au fost concurate în schimb cu V8-uri Ford.
Motorul H16 a fost reproiectat cu un cap cu patru supape cu unghi îngust și piese principale turnate din magneziu pentru a reduce greutatea și a crește puterea, însă nu a fost niciodată condus (a fost conceput pentru BRM P115 din 1967), deoarece BRM a decis să folosească unitatea V12 care fusese vândută altor echipe de F1 și mașini sport cu rezultate încurajatoare.

### BRM V12

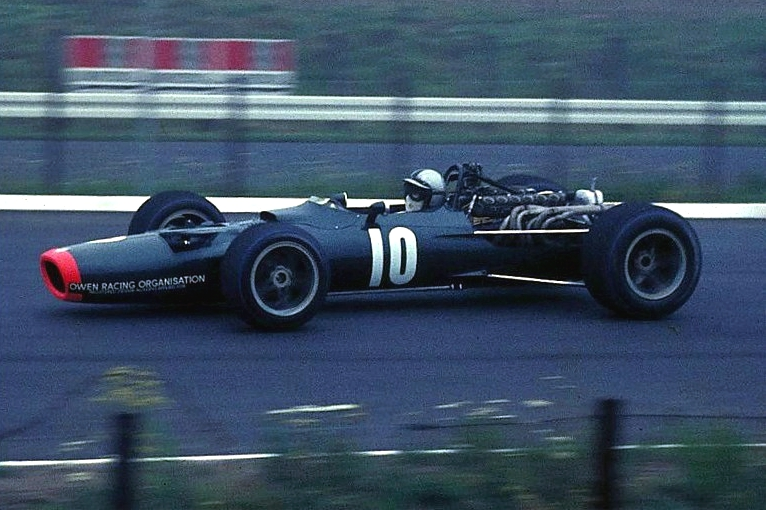
Pedro Rodríguez în.

H16 a fost înlocuit cu un V12 proiectat de Geoff Johnson. Acesta a fost destinat utilizării pe mașini sport, dar a fost folosit pentru prima dată în F1 de McLaren M5A. În 1967, aspectul cu două valve producea aproximativ 360 CP la 9.000 rpm. În 1968, puterea a crescut la 390 CP la 9.750 rpm. Geoff Johnson a actualizat designul adăugând un cap cu patru valve, pe baza aspectului H16 de 485 CP cu 4 valve; Acest lucru a îmbunătățit puterea lui V12 la 452 CP la 10.500 rpm și, în cele din urmă, la 465 CP în 1969. În 1973, Louis Stanley a ajuns la 490 CP la 11.750 rpm. Mașinile BRM cu V12 au apărut pentru prima dată în timpul Campionatului Tasman din 1968, propulsate de versiuni de 2,5 litri ale motorului, pilotul temporar al echipei, Bruce McLaren, câștigând a patra rundă a seriei la Teretonga, dar fiind în general neimpresionat de mașină. BRM au continuat să construiască alte modele de mașini, care au fost desemnate piloților de echipă în 1968, Mike Spence și Pedro Rodríguez. Ambii au fost competitivi în cursele de non-campionat din începutul sezonul, la Brands Hatch și Silverstone, dar apoi Spence a decedat conducând Lotus 56 cu turbină în timpul calificărilor pentru Indianapolis. Înlocuitorul lui Spence, Richard Attwood, a terminat pe un încurajator loc secund în spatele lui Graham Hill la Monaco, dar ulterior rezultate bune au mai încetat să apară, iar sezonul s-a încheiat rușinos. Pentru 1969, a fost dezvoltat motorul cu patru valve pe cilindru și o nouă mașină slimline, iar mașina P139 fost construită. John Surtees s-a alăturat în calitate de pilot principal al echipei, fiind susținut de Jack Oliver. Perioada lui Surtees la BRM nu a fost una fericită și, în ciuda faptului că a fost proiectată o mașină care folosea efectul de sol, aceasta nu a fost niciodată construită și performanțele echipei erau neplăcute. Surtees a plecat după un singur sezon (1969), împreună cu Tony Rudd, care a mers la Lotus, și Geoff Johnson, care a plecat spre Austin Morris.

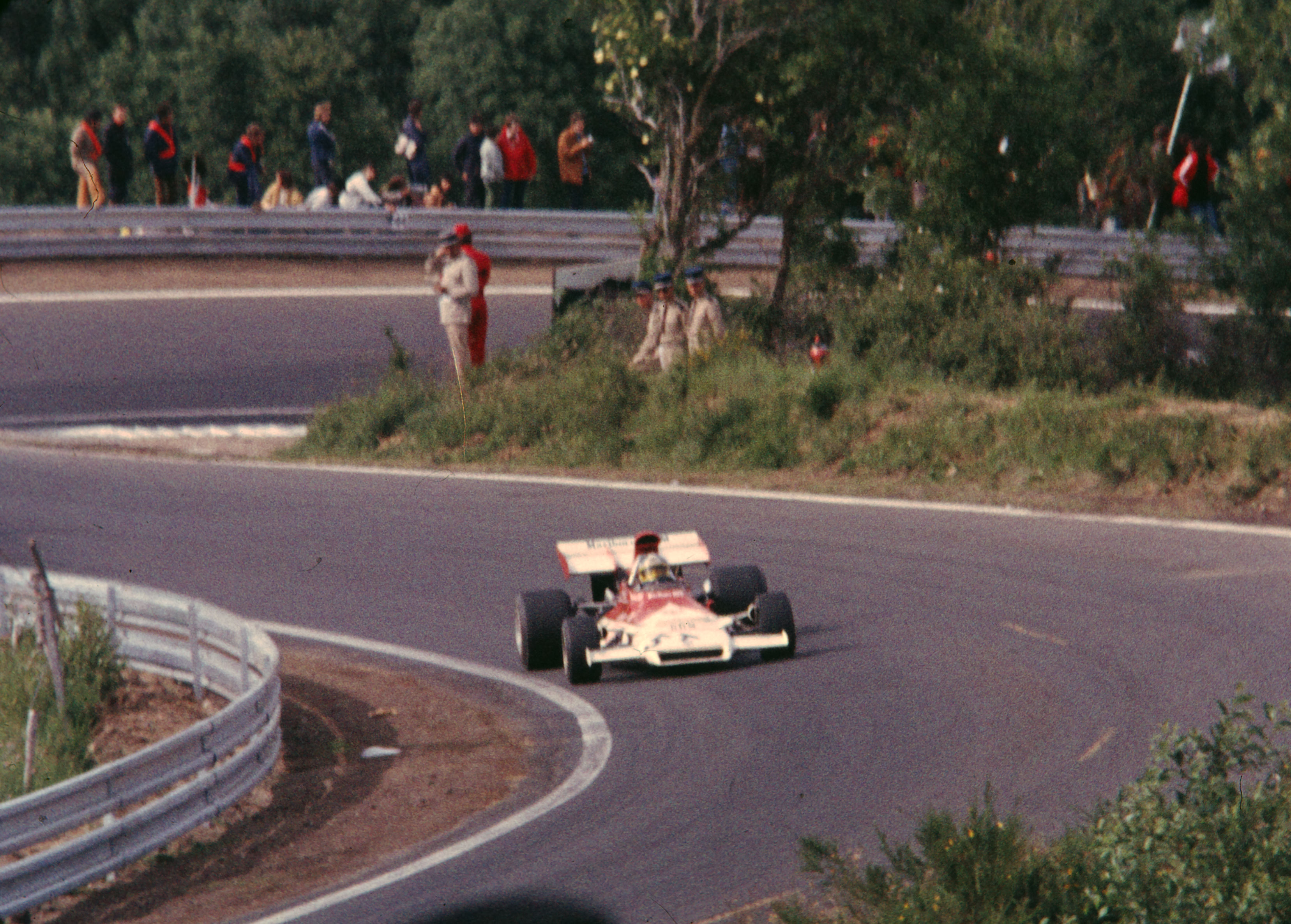
Jean-Pierre Beltoise în.

Echipa s-a regrupat cu Tony Southgate în calitate de designer, iar Rodríguez a fost readus pentru a-l avea ca partener pe Oliver. BRM a obținut prima victorie cu V12 când Rodríguez a câștigat Marele Premiu al Belgiei din 1970 într-un P153, aceasta fiind urmată de alte victorii pentru Jo Siffert și Peter Gethin în 1971 la volanul P160. Echipa ajunse la unul dintre vârfurile sale de succes intermitente. Atât Siffert, cât și Rodríguez, au decedat în accidente înainte de sezonul 1972, iar echipa a trebuit să se regrupeze complet din nou. Ultima lor victorie în Campionatul Mondial a venit atunci când Jean-Pierre Beltoise a condus o cursă uimitoare pentru a câștiga Marele Premiu al Principatului Monaco afectat de ploaie din 1972, cu un P160. Campania din 1972 a fost în general haotică: BRM a achiziționat o sponsorizare majoră (din partea țigărilor Marlboro, fiind prima echipă din această categorie care a fost sponsorizată de brand), Louis Stanley a planificat inițial să introducă în curse până la șase mașini simultan (trei pentru piloți consacrați și trei pentru piloții plătitori și piloți tineri) de diferite modele, precum P153S, P160S și P180. Până la urmă, BRM a rulat până la cinci mașini simultan pentru un amestec de piloți principali și plătitori până când a devenit evident că metoda era absurdă, iar sponsorii echipei au insistat ca echipa să coboare la un nivel mai rezonabil și doar trei mașini au fost introduse în 1973 pentru Beltoise, Lauda și Regazzoni. Marlboro și-a transferat sponsorizarea către McLaren începând cu 1974 (rămânând cu echipa până în 1996).

### Declinul

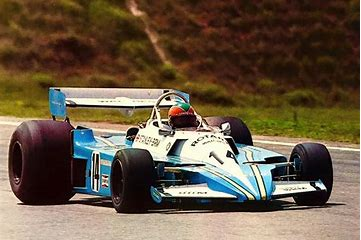
P207, ultima mașină de Formula 1 construită de BRM.

Ultima performanță notabilă a fost locul doi obținut de Beltoise în Marele Premiu al Africii de Sud din 1974, cu un P201 proiectat de Mike Pilbeam. Owen Organisation și-a încheiat susținerea echipei și a fost condusă de Louis Stanley și o parte din personalul Bourne ca Stanley-BRM până în 1977. Au fost utilizate inițial vechile P201, echipa sperând la o reîntoarcere la glorie cu un P207 voluminos și vag asemănător cu Ferrari, care însă a eșuat complet.
Milionarul de cereale și pilotul amator John Jordan a achiziționat o parte din activele echipei atunci când echipa s-a desființat în cele din urmă și a susținut construirea unei perechi de mașini P230 de către CTG, cu scopul de a concura în campionatul de Formula 1 Aurora AFX la nivel național. Teddy Pilette a concurat cu un P207 în 1978, având succes modest, terminând pe locul patru la Oulton Park și pe locul cinci la Brands Hatch.

## Vânzări de motoare
Organizația Owen se aștepta ca BRM să obțină profit prin vânzarea de motoare de curse; cel cu patru cilindri a apărut pentru scurt timp într-un Cooper-BRM special pentru Stirling Moss, dar nu a găsit alți clienți. V8-ul de 1,5 litri a propulsat multe mașini, inclusiv diverse Lotus-uri și Brabham-uri private, precum și echipa BRP. V8-urile mărite din Seria Tasman de 1,9 până la 2,1 L au fost populare în 1966 ca o soluție intermediară înainte ca motoarele complete de trei litri să fie disponibile pe scară largă. Aceste unități au fost, de asemenea, vândute către Matra pentru a propulsa prototipurile sale sportive inițiale. A fost pus la dispoziție și un motor de Formula 2 de un litru, bazat pe jumătate din V8-ul de F1. Acest lucru nu a avut succes, într-o formulă dominată de motoarele Cosworth-Ford și în cele din urmă de Honda.
Team Lotus a folosit motorul nefast H16, obținând singura sa victorie.
V12-urile au fost vândute altor constructori, dintre care cei mai notabili fiind Cooper, John Wyer și McLaren. Matra a încheiat un contract cu BRM pentru a colabora la proiectarea propriului motor V12, dar când acest lucru a devenit cunoscut, constructorul francez a fost forțat să renunțe la implicarea cu BRM și să reia dezvoltarea cu un partener francez, deoarece finanțarea din partea guvernului era amenințată, însă mai existau asemănări strânse între motorul Matra terminat și BRM.

## Palmares în Campionatul Mondial de Formula 1
| Sezon                           | Nume                                      | Șasiu(ri)             | Motor                             | Pneu | Piloți | CMC | Puncte |
| ------------------------------- | ----------------------------------------- | --------------------- | --------------------------------- | ---- | --- | --- | ------ |
| 1951                            | BRM Ltd                                   | 15                    | BRM P15 1,5 V16s                  | D    | Reg Parnell Peter Walker Ken Richardson Hans Stuck                                                                                            | —   | —      |
| 1952–1955: BRM nu a participat. |                                           |                       |                                   |      | |     |        |
| 1956                            | Owen Racing Organisation                  | P25                   | BRM P25 2,5 L4                    | D    | Mike Hawthorn Tony Brooks Ron Flockhart | —   | —      |
| 1957                            | Owen Racing Organisation                  | P25                   | BRM P25 2,5 L4                    | D    | Ron Flockhart Roy Salvadori Herbert MacKay-Fraser Jack Fairman Les Leston                                                                     | —   | —      |
| 1958                            | Owen Racing Organisation                  | P25                   | BRM P25 2,5 L4                    | D    | Jean Behra Harry Schell Maurice Trintignant Jo Bonnier Ron Flockhart                                                                          | 4   | 18     |
| 1959                            | Owen Racing Organisation                  | P25                   | BRM P25 2,5 L4                    | D    | Harry Schell Jo Bonnier Ron Flockhart | 3   | 18     |
| 1960                            | Owen Racing Organisation                  | P25 P48               | BRM P25 2,5 L4                    | D    | Graham Hill Jo Bonnier Dan Gurney | 4   | 8      |
| 1961                            | Owen Racing Organisation                  | P48/57                | Climax FPF 1,5 L4                 | D    | Tony Brooks Graham Hill | 5   | 7      |
| 1962                            | Owen Racing Organisation                  | P57 P48/57            | BRM P56 1,5 V8                    | D    | Graham Hill* Richie Ginther Bruce Johnstone                                                                                                   | 1   | 42     |
| 1963                            | Owen Racing Organisation                  | P57 P61               | BRM P56 1,5 V8                    | D    | Richie Ginther Graham Hill | 2   | 36     |
| 1964                            | Owen Racing Organisation                  | P261 P67              | BRM P56 1,5 V8                    | D    | Richie Ginther Graham Hill Richard Attwood | 2   | 42     |
| 1965                            | Owen Racing Organisation                  | P261                  | BRM P56 1,5 V8                    | D    | Graham Hill Jackie Stewart | 2   | 45     |
| 1966                            | Owen Racing Organisation                  | P261 P83              | BRM P60 2,0 V8 BRM P75 3,0 H16    | D    | Graham Hill Jackie Stewart | 4   | 22     |
| 1967                            | Owen Racing Organisation                  | P83 P261 P115         | BRM P75 3,0 H16 BRM P60 2,1 V8    | G    | Jackie Stewart Mike Spence | 6   | 17     |
| 1968                            | Owen Racing Organisation                  | P115 P126 P133 P138   | BRM P101 3,0 V12 BRM P75 3,0 H16  | G    | Pedro Rodríguez Mike Spence Richard Attwood Bobby Unser                                                                                       | 5   | 28     |
| 1969                            | Owen Racing Organisation                  | P138 P133 P139        | BRM P101 3,0 V12 BRM P142 3,0 V12 | D    | John Surtees Jackie Oliver Bill Brack George Eaton                                                                                            | 5   | 7      |
| 1970                            | Owen Racing Organisation Yardley Team BRM | P153 P139             | BRM P142 3,0 V12                  | D    | Jackie Oliver Pedro Rodríguez George Eaton Peter Westbury                                                                                     | 6   | 23     |
| 1971                            | Yardley Team BRM                          | P160 P153             | BRM P142 3,0 V12                  | F    | Pedro Rodríguez Jo Siffert Howden Ganley Vic Elford Helmut Marko Peter Gethin George Eaton John Cannon                                        | 2   | 36     |
| 1972                            | Marlboro BRM                              | P160B P153 P180 P160C | BRM P142 3,0 V12                  | F    | Howden Ganley Reine Wisell Peter Gethin Alex Soler-Roig Helmut Marko Jean-Pierre Beltoise Vern Schuppan Jackie Oliver Bill Brack Brian Redman | 7   | 14     |
| 1973                            | Marlboro BRM                              | P160C P160D           | BRM P142 3,0 V12                  | F    | Jean-Pierre Beltoise Niki Lauda Clay Regazzoni Peter Gethin                                                                                   | 7   | 12     |
| 1974                            | Team Motul BRM                            | P160E P201            | BRM P142 3,0 V12 BRM P200 3,0 V12 | F    | Jean-Pierre Beltoise Henri Pescarolo Chris Amon François Migault                                                                              | 7   | 10     |
| 1975                            | Stanley BRM                               | P201                  | BRM P200 3,0 V12                  | G    | Mike Wilds Bob Evans | NC  | 0      |
| 1976                            | Stanley BRM                               | P201B                 | BRM P200 3,0 V12                  | G    | Ian Ashley | NC  | 0      |
| 1977                            | Rotary Watches Stanley BRM Stanley BRM    | P207 P201B            | BRM P202 3,0 V12 BRM P200 3,0 V12 | G    | Larry Perkins Teddy Pilette Conny Andersson Guy Edwards Teddy Pilette                                                                         | NC  | 0      |
| Sezon                           | Nume                                      | Șasiu(ri)             | Motor                             | Pneu | Piloți | CMC | Puncte |